# Закон об ограничении ответственности авторских прав в интернете
Закон об ограничении ответственности авторских прав в интернете (Online Copyright Infringement Liability Limitation Act (OCILLA)) является федеральным законом Соединенных Штатов, создающим безопасные условия работы для провайдеров интернет-услуг (OSP) и других интернет-посредников, ограждающим их от ответственности за нарушения авторских прав от возможной вторичной ответственности за правонарушающие действия других лиц. OCILLA был принят как часть закона 1998 года Об авторском праве цифрового тысячелетия (DMCA в США) и иногда упоминается как «заявка 512», потому что она добавлена в раздел 512. OCILLA пытается соблюсти баланс между конкурирующими интересами владельцев авторских прав и пользователей цифровых копий.

## Обзор
Закон OCILLA ищет баланс путём иммунизации от авторско-правовой ответственности, вытекающей из деяний первичных нарушителей авторского права, а также от действия своих пользователей (вторичных нарушителей авторского права).
Интернет провайдеры должны обоснованно осуществлять политику прекращения учетных записей пользователей, которые признаны «злостными нарушителями.» Во-вторых, они должны обладать иммунитетом от ответственности, вытекающей из авторского права: передавать, кэшировать хранить материал, нарушающий авторские права. Интернет провайдеры которые соблюдают закон, не несут ответственность за ущерб, но по решению суда должны выполнять определенные действия, такие как отключение пользователям доступа к контрафактному материалу.

## Положения закона § 512(с)
Раздел 512(C) применяется к интернет провайдерам (OSP), хранящим материал, нарушающий авторские права. § 512(с) требует, чтобы ОСП: 1) не получал финансовой выгоды, непосредственно связанной с контрафактной деятельностью, 2) не быть в курсе о наличии контрафактных материалов или знать каких-либо фактов о наличии материала, нарушающего авторские права, и 3) После получения уведомления от владельцев авторских прав или их агентов, оперативно устранить предполагаемый контрафактный материал.

### Прямая финансовая выгода
ОСП, чтобы претендовать на защиту § 512(C) закона, «не должны получать финансовую выгоду, непосредственно связанную с контрафактной деятельностью».
Одним из примеров получения прямой финансовой выгоды от нелегальной деятельности был процесс В&М Записей, Инк. против Напстер, Инк., Суд постановил, что выложенные материалы Напстера вылились в прямую финансовую выгоду, потому что будущий доход Napster напрямую зависит от увеличения количества пользователей. Наоборот, в процессе Ellison против Robertson, суд постановил, что компания не получают прямой финансовой выгоды, когда пользователь хранит контрафактные материалы, размещенные на сервере, так как авторскими правами не «привлечь» новых клиентов.

#### Уведомление от правообладателя
Интернет провайдеры могут быть поставлены в известность от правообладателей о предполагаемом нарушении авторских прав от их уполномоченного агента. Это должно быть :
(а) физическая или электронная подпись лица, уполномоченного действовать от имени владельца эксклюзивных прав, которые якобы нарушены.
(б) заявление, что сторона, подавшая жалобу добросовестно использует материал в соответствии с разрешением владельца авторского права, его агентов.
Если извещение получено, ОСП должен оперативно удалить или отключить доступ к нарушающим материалам. на срок соответствующий требованиям положений (II), в (III) и (IV) по ОСП

#### Действия провайдеров
Пример процедуры защиты авторских прав провайдерами:
1. Алиса выкладывает видео с копией песни Боба на YouTube.
2. Боб, через поиск в Интернете, находит копию Алисы.
3. Чарли, адвокат Боб, направляет письмо на Ютьюб (в бюро по охране авторских прав) с информацией:
  1. контактная информация;
  2. название песни, которая была скопирована;
  3. адрес скопированной песни;
  4. заявление о том, что он добросовестно использует материал по разрешению владельца авторского права, его агента;
  5. заявление, что информация в уведомлении является точной;
  6. заявление о том, что, под страхом наказания за лжесвидетельство, Чарли уполномочен действовать от имени владельца авторских прав;
  7. его подпись;
4. Ютуб принимает письмо;
5. Ютуб говорит Алисе, откуда они взяли письмо;
6. Алиса имеет возможность направить встречное уведомление на YouTube, если она чувствует, что видео обвинено несправедливо. Уведомление включает в себя;
  1. контактную информацию;
  2. идентификацию удаленных видео;
  3. заявление под страхом наказания за лжесвидетельство, что Алиса имеет права добросовестного использования и что материал был ошибочно снят;
  4. заявление — согласие на юрисдикцию Алисы местным американским Федеральным окружным судом;
  5. её подпись;
7. Если Алиса подает встречное уведомление, Ютуб уведомляет Боба, затем ожидает 10-14 рабочих дней и иск будет подан Бобом;
8. Если Боб не подает иск, то YouTube может положить материал в резервное копирование.

#### Другие средства защиты для провайдеров
Другой закон — Федеральный закон Communications Decency Act (CDA) по-прежнему защищает провайдера от ответственности за Контент, предоставленный третьими лицами. Даже если удаление материала не будет «оперативным» провайдер может по-прежнему быть защищенным. Эти два закона существуют, чтобы сбалансировать намерения провайдера, оказывать помощь в защите третьих лиц и стремление сохранить хорошие отношения с клиентами.
Раздел 512(с) защищает поставщиков услуг, которые являются пассивными проводниками от ответственности за нарушение авторских прав, даже если контрафактный трафик проходит через их сети. Другими словами, предоставление материала, нарушающего авторские права передаются приемщику, обрабатываются автоматизированным процессом без вмешательства человека, информация никаким образом не модифицируется, а только временно хранится в системе и сервис-провайдер не несет ответственности за передачу материала.
Разница между разделами 512(а), 512(б), 512(C) и 512(D) заключается в местоположении материала, нарушающего авторские права — в кэш, веб-сайтах или поисковиках.
Раздел 512(б) защищает провайдеров, которые занимаются кэшированием (то есть созданием копии материала для более быстрого доступа), если кэширование осуществляется стандартными способами и не мешает системе защиты от копирования. Этот раздел относится к прокси серверам используемых интернет-провайдеров и многих других поставщиков.
Данное положение применимо только для кэшированного материала поданного третьим лицом, а не самим поставщиком услуг. Кроме того, содержание материала не должно быть изменено в результате процесса кэширования.
Раздел 512(г) исключает ответственность за соблюдение авторских прав для провайдеров через такой инструмент, как веб-поиск, веб-ресурс, который содержит материалы, нарушающие правила, при условии, что провайдер ничего не знает о материале нарушающем авторские права. Как только становится известно, что материал нарушает авторские права, провайдер должен незамедлительно заблокировать к нему доступ.
Раздел 512(е) закона защищает некоммерческие образовательные учреждения от ответственности за действия преподавателей и аспирантов, которые размещают материал, нарушающий авторские права в интернете.
Р Раздел 512(F) закона рассматривает ложные заявления о нарушении авторских прав путём возложения ответственности на тех, кто делает такие утверждения. Ущерб, причиненный другим лицам в результате работы провайдера возлагается на авторов ложных заявлений.
Раздел 512(H) содержит положения, позволяющие владельцу авторских прав принудительно заставить провайдера раскрыть идентифицирующую информацию о пользователе, который нарушает авторские права владельца, через предоставление провайдеру ордера, выданного Федеральным судом по просьбе владельца.
Раздел 512(н) утверждает, что ограничение ответственности в частях (а), (B), (C) и (D) применяется самостоятельно и независимо. Ограничение ответственности в рамках одного подраздела не имеет влияния на то, будет ли провайдер иметь право на ограничение под другим подразделом. Это происходит потому, что подразделы (a), (b), (с) и (D) описывают отдельные и разные функции закона.

### Общие
- 17 U. S. С. § 512, текст OCILLA
- Бюро авторских прав США краткое содержание закона
- Сдерживающее воздействие в Вопросах и ответах, заявка о «безопасной гавани»
- Бюро авторских прав США список, назначенных агентов

### Использование закона OCILLA
- Справочник авторских прав
- Использование DMCA в США, для защиты Контент а (июнь 2008)
- Как отправить DMCA уведомление о нарушении авторских прав
- Ответы на уведомления о предполагаемых нарушениях, Университет Техаса

### Прецедентное право
- Diehl v. Crook, Electronic Frontier Foundation’s successful 2006 suit against an illegal takedown notice
- Sony Corp. of Am. v. Universal City Studios Inc., 464 U.S. 417 (1984).
- Religious Tech. Ctr. v. Netcom On-Line Commc’n Servs., Inc., 907 °F. Supp. 1361 (N.D. Cal. 1995).
- Costar Group, Inc. v. Loopnet, Inc., 373 °F.3d 544 (4th Cir. 2004).
- Online Policy Group et al. v. Diebold, Inc., 337 °F.Supp.2d 1195 (N.D. Cal. 2004).
- A&M Records, Inc. v. Napster, Inc., 239 °F.3d 1004 (9th Cir. 2001).
- Perfect 10, Inc. v. CCBill, LLC, 488 °F.3d 1102 (9th Cir. 2007).